# Bassanago
Bassanago – rodzaj ryb promieniopłetwych z podrodziny Congrinae w obrębie rodziny kongerowatych (Congridae).

## Rozmieszczenie geograficzne
Do rodzaju należą gatunki występujące w wodach w południowej części Oceanu Spokojnego i południowo-zachodniej części Oceanu Atlantyckiego.

## Morfologia
Długość ciała do 100 cm; brak danych dotyczących masy ciała.

## Systematyka
Rodzaj zdefiniował w 1948 roku australijski ichtiolog Gilbert Percy Whitley w artykule poświęconym zagadnieniom ichtiologicznym, opublikowanym w czasopiśmie Records of the Australian Museum. Gatunkiem typowym jest (oryginalne oznaczenie (również monotypowe)) B. bulbiceps.

### Etymologia
Bassanago: Cieśnina Bassa, Australia; jap. アナゴ anago ‘konger’.

### Podział systematyczny
Do rodzaju należą następujące gatunki:
- Bassanago albescens (Barnard, 1923)
- Bassanago bulbiceps Whitley, 1948
- Bassanago hirsutus (Castle, 1960)
- Bassanago nielseni (Karmovskaya, 1990)